# Gaviões da Colina
GRES Gaviões da Colina é uma escola de samba da cidade de Teresópolis fundada em 1991.
Em 2010, desfilou com 320 componentes, divididos em 8 alas, e com 2 carros alegóricos. Nesse ano, foi campeã do Grupo de acesso e sua carnavalesca recebeu o prêmio Melhores do Carnaval. Em 2011, não houve carnaval na cidade, devido às chuvas, por causa disso, não desfilou.

## Carnavais
| Ano                 | Colocação | Grupo | Enredo                                        | Carnavalesco |
| ------------------- | --------- | ----- | --------------------------------------------- | ------------ |
| 2010                |           |       | Uma viagem pelas Arábias: as mil e uma noites | Hynaia Rocha |
| 2011                |           |       |                                               |              |
| Não houve carnaval. |           |       |                                               |              |